# エトルリア語

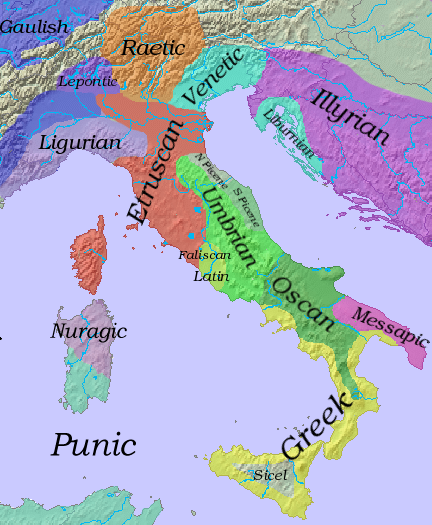
紀元前6世紀のイタリアの言語分布

エトルリア語（エトルリアご、Etruscan language）はイタリア半島の先住民族、エトルリア人が使用していた言語。先印欧語の一つ。現在は死語となっている。
エトルリア語のアルファベット（エトルリア文字）は西方ギリシア文字から派生した表音文字で読み方は分かっている。ラテン語のラテン文字を派生した。
エトルリア語は、ほとんどの考古学資料が碑文のため、言語の詳細について研究が進んでいない。一部の学者たちは、ラエティア語（アルプス地方で話されていた）やレムニア語（エーゲ海のレムノス島で話されていた）など、ヨーロッパにおける死語となった孤立言語との共通点を指摘し、ティレニア語族（ティルセニア語族、Tyrrhenian/Tyrsenian）を形成するとしている。

## 母音
母音はすべて短母音で長母音を持たず、4母音の区別があった（ア、エ、イ、ウ）。
エトルリア語にはオがなかったため、Eは非常に狭いエであり、ほとんどイに近かったのでエとイはしばしば相互交換可能であった（例．イアソン Iason → Easun）。

## 子音

### 有声子音
エトルリア語の有声子音は /v/ のみが用いられた。有声破裂音/g/ も用いなかった。

### 無声子音 /k/
エトルリア語では、無声破裂音/k/ を表すための文字として、母音 /e/ と /i/ の前では、ギリシャ語アルファベットの第三字母ガンマΓ（の異体形の C）を転用した。
他の母音の前では、ギリシャ語に倣い、/a/ の前には K を、/u/ の前には Q を用いた。同じ使い分けシステムは、初期のラテン人にも採用された。

## 文字
初期のエトルリア文字アルファベットは西方ギリシャ文字と同じである（下段はその転写・音価）。
| 𐌀 | 𐌁 | 𐌂 | 𐌃 | 𐌄 | 𐌅 | 𐌆 | 𐌇 | 𐌈 | 𐌉 | 𐌊 | 𐌋 | 𐌌 | 𐌍 | 𐌎 | 𐌏 | 𐌐 | 𐌑 | 𐌒 | 𐌓 | 𐌔 | 𐌕 | 𐌖 | 𐌗 | 𐌘 | 𐌙 | (𐌚) |
| A | B | G | D | E | V | Z | H | Θ | I | K | L | M | N | Ξ | O | P | Ś | Q | R | S | T | Y | X | Φ | Ψ | (F) |

## 文法
名詞、代名詞、動詞にそれぞれ異なった語尾、あるいは屈折がある（従来の文法用語を使用してよいのか不確実であるが）。
名詞には主格、対格、与格、属格、処格がある。

## 語彙

### 数
以下の単語は全てサイコロに由来する。
- 1: thu
- 2: zal
- 3: ci
- 4: huth
- 5: maχ
- 6: śa
- 7: semph
- 8: cezp
- 9: nutph
- 10: śar
- 11: thuśar
- 12: zarśar
- 17: ciem zathrum
- 18: eslem zathrum
- 19: thunem zathrum
- 20: zathrum
- 30: cealχ
- 40: huthalχ
- 50: muvalχ
- 60: śealχ
- 70: semphalχ
- 80: cezpalχ
- 90: nurphalχ

### 日本で使用される外来語のうちエトルリア語と語源が共通の単語
- アリーナ[3]
- アンテナ[4]
- ベルト[5]
- カップ
- マーケット
- スタイル

## 関連文献
- エトルリア語彙集（The word order follows the Etruscan alphabet） at the Wayback Machine (archived October 17, 2009)
- ボンファンテ,L、小林標訳『エトルリア語』学芸書林、1996。